# باورم کن: ربوده شدن لیزا مک‌وی
باورم کن: ربوده شدن لیزا مک‌وی (به انگلیسی: Believe Me: The Abduction of Lisa McVey) یک فیلم جنایی، درام و زندگی‌نامه‌ای کانادایی-آمریکایی محصول سال ۲۰۱۸ به کارگردانی جیم دانوان است. این فیلم در ۳۰ سپتامبر ۲۰۱۸ توسط لایف‌تایم در ایالات متحده و توسط شوکاس در کانادا منتشر شد. در ۴ ژوئن ۲۰۲۱، در سراسر جهان توسط نتفلیکس منتشر شد. در این فیلم کیتی داگلاس، روسیف ساترلند و دیوید جیمز الیوت به ایفای نقش پرداخته‌اند. فیلم داستان واقعی لیزا مک‌وی را روایت می‌کند که در سال ۱۹۸۴ توسط قاتل زنجیره‌ای بابی جو لانگ به مدت ۲۶ ساعت ربوده شد و مورد تجاوز قرار گرفت.
این فیلم علاوه بر پخش تلویزیونی خود، نمایش ویژه‌ای را نیز در تامپا دریافت کرد، در همان سالنی که بابی جو لانگ در سال ۱۹۸۴ دستگیر شد.

## داستان
لیزا مک‌وی (کتی داگلاس) ۱۷ ساله با مادربزرگ بی‌توجه خود دایان (کیم هورسمن) و دوست پسر دایان موریس الوود (برونو وردونی) در خلیج تامپا فلوریدا زندگی می‌کند. موریس مرتباً به لیزا تجاوز می‌کند و مادربزرگش آن را نادیده می‌گیرد. یک شب در راه بازگشت به خانه از محل کارش در یک مغازه دونات فروشی، لیزا توسط بابی جو لانگ (روسیف ساترلند) ربوده می‌شود. او قبل از اینکه او را به آپارتمان استودیویش برگرداند در ماشینش به او تجاوز می‌کند. دایان گم شدن او را گزارش می‌دهد، اما به‌طور اتفاقی فرض می‌کند که فرار کرده‌است.
بابی لیزا را در آپارتمانش اسیر نگه می‌دارد و او را بسته و چشم بسته نگه می‌دارد در حالی که مدام به او تجاوز می‌کند. وقتی فاش می‌شود که بابی در گذشته توسط بسیاری از زنان صدمه دیده‌است، لیزا از روان‌شناسی معکوس برای جلب اعتماد او استفاده می‌کند. در همین حال، او اثر انگشت خود را بر روی سطوح حمام او و تارهای موهایش را زیر تختش می‌گذارد و …

## جوایز
این فیلم برنده جایزه بهترین فیلم تلویزیونی کانادا برای بهترین فیلم تلویزیونی و بهترین نویسندگی در یک فیلم تلویزیونی (کریستینا ولش) در هشتمین دوره جوایز اکران کانادایی در سال ۲۰۲۰ شد. همچنین نامزد بهترین نقش اول در یک فیلم تلویزیونی یا مینی سریال (داگلاس) شد. بهترین بازیگر نقش مکمل مرد در یک سریال یا برنامه درام، بهترین کارگردانی در یک فیلم تلویزیونی، و بهترین فیلمبرداری در یک برنامه یا سریال درام شد.
داگلاس در سال ۲۰۱۹ نامزد جایزه اکترا برای اجرای برجسته توسط یک بازیگر زن از بخش تورنتو اکترا شد. این فیلم سه نامزدی جایزه انجمن کارگردانان کانادا را دریافت کرد، برای بهترین طراحی تولید در یک فیلم تلویزیونی (هلن کوتسونیس)، بهترین تدوین در یک فیلم تلویزیونی (لیزا گروتنبور) و بهترین تدوین صدا در یک فیلم تلویزیونی (برایان ایمر، مایکل بونینی).